# Bratske (Hrebenîkivka), Trosteaneț
Bratske (în ucraineană Братське) este un sat în comuna Hrebenîkivka din raionul Trosteaneț, regiunea Sumî, Ucraina.

## Demografie
Componența lingvistică a localității Bratske
     Ucraineană (96,72%)
     Rusă (3,28%)
Conform recensământului din 2001, majoritatea populației localității Bratske era vorbitoare de ucraineană (96,72%), existând în minoritate și vorbitori de rusă (3,28%).